# Одинаев, Саидмухаммад Одинаевич
Саидмухаммад Одинаевич Одинаев (19 октября 1942 — 3 августа 2023) — таджикистанский учёный (физика), академик АН РТ (07.02.2008).

## Биография
Родился 19 октября 1942 года.
Окончил Таджикский государственный университет им. В. И. Ленина (1965). Работал там же ассистентом кафедры физики и учился в аспирантуре.
1968—1988 гг. — старший научный сотрудник Физико-технического института им. С. У. Умарова Академии наук Таджикистана.
1988—1999 — доцент, с 1996 профессор кафедры физики Таджикского национального университета
1999—2001 гг. — директор Физико-технического института им. С. У. Умарова Академии наук Таджикистана
2001—2005 гг. — ректор Таджикского технического университета имени М. Осими.
2005—2008 гг. — ректор Таджикского национального университета.
2008—2016 гг. — вице-президент Академии наук Республики Таджикистан, председатель Отделения физико-математических, химических, геологических и технических наук Академии наук Республики Таджикистан
С 2016 года был главным научным сотрудником Физико-технического института им. С. У. Умарова Академии наук Республики Таджикистан.
Умер 3 августа 2023 года на 81-м году жизни.
Доктор физико-математических наук (1995), профессор (1998), академик АН РТ (07.02.2008).
Основные направления исследований: молекулярная теория релаксационных процессов, гибкость и акустические свойства классических жидкостей.

## Из библиографии
Автор около 170 научных публикаций, в том числе монографий. Сочинения:
- Одинаев С., Aдхамов A.A. Молекулярная теория структурной релаксации и явлений переноса в жидкостях. — Душанбе: Дониш, 1998. — 230 с.

## Звания и награды
- Награждён орденом «Шараф» (2004).
- Премия «Звёзды Содружества» (2022).
- Премия им. С. У. Умарова Академии наук Республики Таджикистан (2018).